# Hof van Proven
Het Hof van Proven is een historische hoeve in de tot de West-Vlaamse gemeente Jabbeke behorende plaats Varsenare, gelegen aan Popstaelstraat 72.

## Geschiedenis
Oorspronkelijk heette dit het Hof van Varsenare. Mogelijk was er op deze plaats omstreeks 862 een burcht opgericht tegen de invallen van de Vikingen. In de 13e eeuw werd het door de Heren van Varsenare verbouwd. Het ontwikkelde zich tot een opperhof-neerhofstructuur die omgracht was en bereikbaar via een ophaalbrug. Een versterkt poortgebouw gaf toegang tot het geheel.
Vanaf de 16e eeuw was het in bezit van de familie Van Gistel, die Heren van Proven waren. Zo kwam het goed aan de huidige naam.
Eind 16e eeuw werd het kasteel verwoest tijdens de godsdienstoorlogen. Vanaf 1600 werd het hersteld in opdracht van Jean van Gistel tot Het voortreffelijk kasteel van den heer van Provene (1641). Hoewel het nu ontdaan was van alle militaire uiterlijkheden, zoals kantelen, bleef het versterkte poortgebouw bestaan.
In 1750 werd het domein verbouwd tot hoeve. In 1779 kwam het aan Pieter-Jacobus de l'Espée. In 1919 kwam het goed door huwelijk aan de familie Van Caloen.

## Gebouw
Het Hof van Proven is tegenwoordig een hoeve op een groot omgracht terrein en bestaande uit losstaande gebouwen. Het oudste deel is het poortgebouw, dat echter sterk gewijzigd en verkleind werd. Boven de poort zat een gevelsteen met het wapen van de heren van Gistel, maar dat zit tegenwoordig in de gevel van het woonhuis. Naast de poort bevindt zich een L-vormig gebouw met stal en schuur. Ten noorden van het vierkante erf staat het woonhuis. Dit bezit nog een 16e-eeuwse schouw. Bij het domein staan enkele monumentale bomen.